# (3063) Makhaon
(3063) Makhaon – planetoida z grupy trojańczyków okrążająca Słońce w ciągu 11 lat i 298 dni w średniej odległości 5,19 j.a. Została odkryta 4 sierpnia 1983 roku w Krymskim Obserwatorium Astrofizycznym w Naucznym na Półwyspie Krymskim przez Ludmiłę Karaczkinę. Nazwa planetoidy pochodzi od Machaona, uczestnika wojny trojańskiej. Przed nadaniem nazwy planetoida nosiła oznaczenie tymczasowe (3063) 1983 PV.